# Beta de la Corona Austral
Beta de la Corona Austral (β Coronae Australis és una estrella gegant de tipus K en la constel·lació de la Corona Austral. Té una magnitud aparent visual d'aproximadament 4,117.